# Cyril Vieux
Cyril Vieux (12 febbraio 1983) è un allenatore di sci alpino ed ex sciatore alpino francese.

## Biografia

### Carriera sciistica
Originario di Laye e attivo in gare FIS dal dicembre del 1998, Vieux esordì in Coppa Europa il 3 dicembre 2001 a Valloire in slalom speciale e in Coppa del Mondo il 20 febbraio 2005 a Garmisch-Partenkirchen in discesa libera, in entrambi i casi senza completare la prova. Nel massimo circuito internazionale conquistò il miglior piazzamento il 1º dicembre 2005 a Beaver Creek in supergigante (34º) e prese per l'ultima volta il via il 29 dicembre 2007 a Bormio in discesa libera, senza completare la prova; si ritirò durante la stagione 2010-2011 e la sua ultima gara fu un supergigante citizen disputato il 28 gennaio all'Alpe d'Huez, vinto da Vieux. In carriera non prese parte a rassegne olimpiche o iridate.

### Carriera da allenatore
Dopo il ritiro è divenuto allenatore nei quadri della Federazione sciistica della Francia.

## Palmarès

### Coppa Europa
- Miglior piazzamento in classifica generale: 38º nel 2008

### South American Cup
- Miglior piazzamento in classifica generale: 28º nel 2006
- 1 podio:
  - 1 terzo posto

### Campionati francesi
- 1 medaglia:
  - 1 argento (supergigante nel 2005)